# Narathura varro
Narathura varro är en fjärilsart som beskrevs av Hans Fruhstorfer 1931. Narathura varro ingår i släktet Narathura och familjen juvelvingar. Inga underarter finns listade i Catalogue of Life.